# Claude Whittindale
Claude Whittindale (ur. 1881 w Kenilworth, zm. 10 lutego 1907 w Parkstone) – brytyjski rugbysta, olimpijczyk, zdobywca srebrnego medalu w turnieju rugby union na Letnich Igrzyskach Olimpijskich w 1900 roku w Paryżu.
Brat Raymonda oraz Karla, również rugbystów. Podobnie jak ojciec był licytatorem, następnie został farmerem.

## Kariera sportowa
W trakcie kariery sportowej związany był z klubem Old Edwardians RFC.W 1900 roku z Moseley Wanderers RFC jako przedstawicielem Wielkiej Brytanii – zagrał w turnieju rugby union na Letnich Igrzyskach Olimpijskich 1900. W rozegranym 28 października 1900 roku na Vélodrome de Vincennes spotkaniu Brytyjczycy ulegli Francuzom 8:27. Oznaczało to zdobycie przez Brytyjczyków srebrnego medalu ex aequo z Niemcami, jako że zaplanowany na 11 listopada mecz z reprezentującym Cesarstwo Niemieckie klubem SC 1880 Frankfurt nie doszedł do skutku.